# Мизчиф
Хечичамунорва Маунт Зијон Квенда (енгл. Hechichamunorwa Mount Zion Kwenda; Хараре, 23. јун 1976 — Јоханезбург, 4. септембар 2014), још познат под именом Мизчиф, био је зимбабвеански репер. Он је вероватно била прва особа у Јужној Африци која је објавила свој самостални соло хип хоп албум.

## Биографија
Рођен је и одрстао је у главном граду Зимбабвеа, Харареу. Са 12 година се преселио у Њујорк. 6 година касније, преселио се у Јужну Африку где је 1999. године објавио свој деби албум. Радио је на јоханесбуршкој радио станици ЈМФ на којој је извештавао новости које су везане уз хип-хоп. Учествовао је и на Ем-нет музичком каналу. Његов хип хоп албум под називом Суперприрода објављен у септембру 2003. године, номинован је за најбољи хип-хоп албум 2003. године на додели награда под називом Јужноафричке музичке награде.

## Смрт
Дана 4. септембра 2014. године, Мизчиф је умро због тешких здравствених проблема. Покопан је у свом родном граду на гробљу Ворен Хилс, 8. септембра 2014. године.